# Böser Wiesengraben
Der Böse Wiesengraben ist ein knapp zwei Kilometer langer Bach im unterfränkischen Landkreis Main-Spessart, der auf dem Gebiet der Gemeinde Steinfeld verläuft und von links in den dort noch Riedgraben genannten Buchenbach mündet.

## Geographie

### Verlauf
Der Böse Wiesengraben entspringt in der Gemarkung von Steinfeld etwa 650 Meter nordöstlich des als Ortsteil zu Steinfeld gehörenden Kirchdorfs Waldzell auf einer Höhe von 291 m ü. NHN in einem Feld. Seine Quelle liegt in der Flur Barli direkt nördlich eines Feldwegs am Nordostfuß des 337 m ü. NHN hohen Neubergs.
Er fließt zunächst als stark begradigter Wassergraben in fast östlicher Richtung durch die Flur Barlis Grund und läuft dabei auf seiner rechten Seite an einem Hang vorbei, der erst mit Extensivwiesen und Hecken, später mit Streuobstbeständen bedeckt ist. Auf der anderen Seite liegen dort die Überreste einer Siedlung aus der Urnenfelderzeit und der Hallstattzeit.
Nach knapp einen halben Kilometer schlägt der Graben einen sanften Bogen, dreht dabei mehr und mehr nach Südosten und wird gut 800 Meter bachabwärts auf seiner rechten Seite auf einer Höhe von 274 m ü. NHN vom aus dem Westen kommenden Ansbacher Grundgraben gespeist.
Der gestärkte Bach läuft dann ostwärts durch die Felder und Streuobstwiesen der Flur Böse Wiesen und zieht dabei etwa 230 Meter nördlich an den Resten einer Siedlung vorbei, die von Zeit der Linearbandkeramischen Kultur über die jüngere Latènezeit bis vermutlich der Hallstattzeit von Menschen bewohnt wurde.
Er mündet schließlich unweit des Südostrands von Steinfeld in der Flur Zinken Wiesen auf einer Höhe von  271 m ü. NHN von rechts in den aus dem Südsüdosten kommenden Riedgraben.
Sein etwa 1,81 km langer Lauf endet ungefähr 20 Höhenmeter unterhalb seiner Quelle, er hat somit ein mittleres Sohlgefälle von etwa 11 ‰.

### Einzugsgebiet
Das 1,57 km² große Einzugsgebiet des Bösen Wiesengrabens liegt im Naturraum Karlstadt-Birkenfelder Kalklößplatten und wird durch ihn über den Riedgraben, den Buchenbach, den Main und den Rhein zur Nordsee entwässert.
Es grenzt
- im Nordosten und Südosten an das Einzugsgebiet des Riedgrabens direkt;
- im Süden an das des Schneidergrabens, der in den Riedgraben mündet;
- im Südwesten und Westen an das des Zellergrabens, der in den Main mündet und
- im Norden an das des Grundgrabens, der in den Riedgraben mündet.

Das Einzugsgebiet ist zum größten Teil von Felder und Wiesen bedeckt, nur die höheren Lagen im Südwesten sind bewaldet. Die höchste Erhebung ist der Hügel Hohenrod mit einer Höhe von 339 m ü. NHN im Südwesten des Einzugsgebiets.

### Zuflüsse
- Ansbacher Grundgraben (rechts), 1,0 km[3]